# Gamasiphis femoralis
Gamasiphis femoralis är en spindeldjursart som först beskrevs av Banks 1916.  Gamasiphis femoralis ingår i släktet Gamasiphis och familjen Ologamasidae. Inga underarter finns listade i Catalogue of Life.